# Associació per a la Reconstrucció de Material Ferroviari
L'Associació per a la Reconstrucció i Posada en Servei de Material Ferroviari Històric (ARMF) és una associació sense ànim de lucre creada l'any 1996 amb la finalitat de recuperar per a la circulació aquells vehicles ferroviaris que per llurs característiques o construcció han esdevingut peces històriques. La seva seu social és a Lleida. Els treballs de restauració i reconstrucció es realitzen als tallers situats l'Estació del Pla de Vilanoveta.
El 23 de febrer de 2011, el taller d'ARMF va estar totalment habilitat per Adif per realitzar tot tipus d'intervencions al material ferroviari històric, amb especialització en locomotores de vapor.

## Tren turístic Lleida - la Pobla de Segur
L'any 1989, es posà en servei el primer tren turístic regular a la línia Lleida - la Pobla de Segur, sota el patrocini de la marca turística "Ara Lleida", amb material històric. Des de l'any 2009, aquest servei opera sota la denominació comercialTren dels Llacs. El manteniment del tren turístic està a càrrec d'ARMF, mitjançant un conveni amb la Fundació dels Ferrocarrils Espanyols. El servei es presta mitjançant un conveni establert entre ARMF, Ferrocarrils de la Generalitat de Catalunya (FGC), el Patronat de Turisme de la Diputació de Lleida i diversos Ajuntaments de les poblacions servides per la línia ferroviària.